# Pueblo albanés

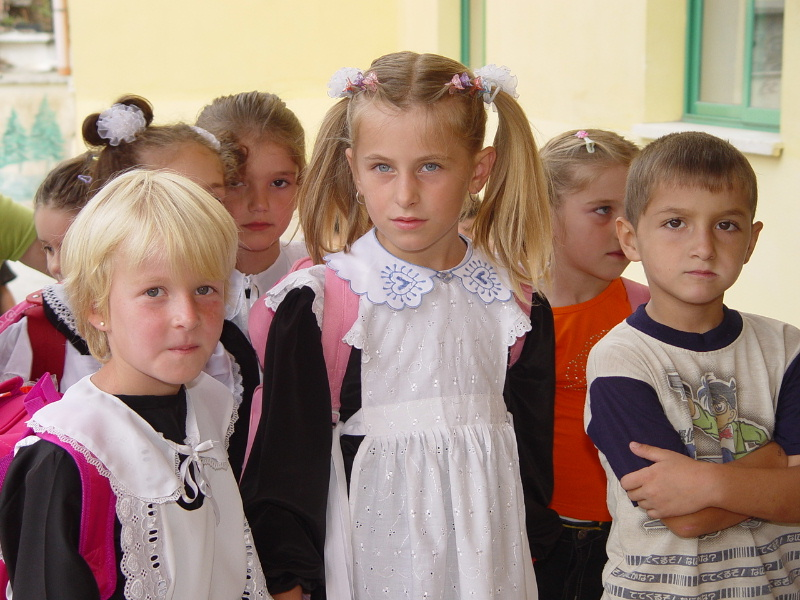
Niños albaneses en la escuela.

El pueblo albanés o pueblo albano (en albanés: Shqiptarët) es un grupo étnico nativo de Albania y de zonas circundantes con ese país; también son los ciudadanos de la República de Albania, independientemente de su origen étnico. Los albaneses étnicos hablan el idioma albanés y más de la mitad de ellos viven en Albania y Kosovo. Existe también una diáspora albanesa en varios países.
Los albaneses tienen orígenes paleo-balcánicos. Atribuir exclusivamente estos orígenes a los ilirios, tracios u otros pueblos paleo-balcánicos sigue siendo un tema de debate entre historiadores y etnólogos.
La primera mención del etnónimo Albanoi ocurrió en el siglo II d. C. por Ptolomeo que describía una tribu iliria que vivía en la actual Albania central. La primera referencia segura a los albaneses como grupo étnico proviene de Miguel Ataliates, un cronista griego del siglo XI, quien los describe como viviendo en el tema de Dyrrhachium.
El río Shkumbin delimita aproximadamente el idioma albanés entre los dialectos Gheg y Tosk. El cristianismo en Albania estuvo bajo la jurisdicción del obispo de Roma hasta el siglo VIII d. C. Luego, las diócesis en Albania fueron transferidas al patriarcado de Constantinopla. En 1054, después del Gran Cisma, el norte se identificó gradualmente con el catolicismo romano y el sur con la ortodoxia oriental. En 1190 los albaneses establecieron el Principado de Arbanon en el centro de Albania con la capital en Krujë.
La diáspora albanesa tiene sus raíces en la migración de la Edad Media, inicialmente a través del sur de Europa y, finalmente, a través de toda Europa y el Nuevo Mundo. Entre los siglos XIII y XVIII, un número considerable emigró para escapar de diversas dificultades sociales, económicas o políticas. Una población, los arbanitas, se asentaron en el sur de Grecia entre los siglos XIII y XVI. Otra población, los arbëreshë, también conocidos como albaneses de Italia, se asentaron en Sicilia y el sur de Italia entre los siglos XI y XVI. Poblaciones más pequeñas como los arbanasi se asentaron en el sur de Croacia y bolsones del sur de Ucrania en el siglo XVIII.
En el siglo XV, el Imperio otomano en expansión dominó la península de los Balcanes, pero enfrentó una rebelión exitosa y la resistencia de la Liga de Lezhë, una unión de principados albaneses dirigida por Gjergj Kastrioti Skanderbeg. Durante los siglos XVII y XVIII, un número considerable de albaneses se convirtió al islam, lo que les ofreció igualdad de oportunidades y progreso dentro del Imperio Otomano. A partir de entonces, los albaneses alcanzaron posiciones importantes y contribuyeron culturalmente al mundo musulmán en general. Innumerables funcionarios y soldados del Estado otomano fueron de origen albanés, incluidos más de 40 grandes visires, y bajo los Köprülü, en particular, el Imperio Otomano alcanzó su mayor extensión territorial. Entre la segunda mitad del siglo XVIII y la primera mitad del siglo XIX, los pashaliks albaneses fueron establecidos por Kara Mahmud Pashá de Scutari, Alí Pashá de Yánina y Ahmet Kurt Pashá de Berat, mientras que el general y wālī otomano de origen albanés Muhammad Ali estableció un dinastía que gobernó Egipto y Sudán hasta mediados del siglo XX, un período en el que los albaneses formaron una comunidad importante en Egipto.
Durante el siglo XIX, los desarrollos culturales, ampliamente atribuidos a que los albaneses habían reunido fuerza tanto espiritual como intelectual, condujeron de manera concluyente al Despertar Nacional Albanés|Renacimiento albanés]]. En 1912, durante las guerras de los Balcanes, los albaneses declararon la independencia de su país. La demarcación del nuevo estado albanés se estableció tras el Tratado de Bucarest y dejó aproximadamente a la mitad de la población de etnia albanesa fuera de sus fronteras,  dividida entre Grecia, Montenegro y Serbia. Después de la Segunda Guerra Mundial hasta las revoluciones de 1991, Albania fue gobernada por un gobierno comunista bajo Enver Hoxha, donde Albania se aisló en gran medida del resto de Europa. En la vecina Yugoslavia, los albaneses atravesaron períodos de discriminación y opresión sistemática que concluyeron con la guerra de Kosovo y, finalmente, con la independencia de Kosovo.

## Etnónimo
Los albaneses (albanés: Shqiptarët) y su país Albania (albanés: Shqipëria) han sido identificados por muchos etnónimos. El etnónimo nativo más común es "Shqiptar", plural "Shqiptarë"; el nombre "albaneses" (griego bizantino: Albanoi/Arbanitai/Arbanites; latín: Albanenses/Arbanenses) se usó en documentos medievales y gradualmente entró en los idiomas europeos de los que surgieron otros nombres derivados similares, muchos de los cuales estaban o aún están en uso, como en inglés "Albanians"; en italiano "Albanesi"; alemán "Albaner"; en griego "Arvanites", "Alvanitis" (Αλβανίτης) plural: "Alvanites" (Αλβανίτες), "Alvanos" (Αλβανός) plural: "Alvanoi" (Αλβανοί); en turco "Arnaut", "Arnavut"; en los Idiomas eslavos del sur "Arbanasi" (Арбанаси), "Albanci" (Албанци); en  arrumano "Arbinesh" y así sucesivamente.
El término "Albanoi" (Αλβανοί) se encuentra por primera vez en las obras de Ptolomeo (200-118 a. C.) también se encuentra dos veces en las obras del historiador bizantino Miguel Ataliates, y el término "Arvanitai" (Αρβανίται) se usa una vez por el mismo autor. Se refirió a los "Albanoi" por haber tomado parte en una revuelta contra el Imperio bizantino en 1043, y a los "Arbanitai" como súbditos del duque de Dyrrachium (actual Durrës). Estas referencias han sido discutidas en cuanto a si se refieren al pueblo de Albania. El historiador E. Vranoussi cree que estos "Albanoi" eran normandos de Sicilia. También señala que el mismo término (como "Albani") en latín medieval significaba "extranjeros".
La referencia a "Arvanitai" de Attaliates con respecto a la participación de los albaneses en una rebelión alrededor de 1078 es indiscutible. En el uso bizantino posterior, los términos "Arbanitai" y "Albanoi" con una variedad de variantes se usaron indistintamente, mientras que a veces los mismos grupos también fueron llamados por el nombre clásico de ilirios. La primera referencia al idioma albanés data de finales del siglo XIII (alrededor de 1285).
El etnónimo nacional albanés y sus variantes se derivan de Albanoi, mencionada por primera vez como una tribu iliria en el siglo II d. C. por Ptolomeo con su centro en la ciudad de Albanopolis, ubicada en la actual Albania central, en algún lugar del interior de Durrës. Los lingüistas creen que la parte alb en la raíz de la palabra se origina en un término indoeuropeo para un tipo de topografía montañosa, del cual se derivan otras palabras como alps. derivado. A través de la raíz de la palabra albany sus equivalentes en rotación arban, albar y arbar, el término en albanés se tradujo como Arbëneshë/Arbëreshë para el pueblo y Arbënia/Arbëria para el país. El idioma albanés se conoce como Arbnisht y Arbërisht. Si bien el exónimo Albania para la región general habitada por los albaneses tiene connotaciones de la Antigüedad clásica, el idioma albanés emplea un etnónimo diferente, y los albaneses modernos se refieren a sí mismos como Shqip(ë)tarë y a su país como Shqipëria. Se han propuesto dos etimologías para este etnónimo: una, derivada de la etimología de la palabra albanesa para águila (shqipe, var., shqiponjë). En la etimología popular albanesa, esta palabra denota un tótem de pájaro, que data de la época de Skanderbeg, como se muestra en la bandera albanesa. El otro está dentro de la erudición que lo conecta con el verbo 'hablar' (me shqiptue) del latín excipere. En este caso, el endónimo albanés como eslavo y otros habría sido originalmente un término que connotaba "aquellos que hablan inteligiblemente, el mismo idioma". Las palabras Shqipëri y Shqiptar están atestiguadas desde el siglo XIV en adelante, pero fue solo a fines del siglo XVII y principios del XVIII cuando el nombre del lugar Shqipëria y el gentilicio étnico Shqiptarë reemplazaron gradualmente a Arbëria y Arbëreshë entre los hablantes albaneses. Esa era trajo cambios religiosos y otros cambios sociopolíticos. Como respuesta nueva y generalizada de los albaneses basada en la conciencia étnica y lingüística a este nuevo y diferente mundo otomano emergiendo a su alrededor fue un cambio en el etnónimo.

### Registros históricos
Poco se sabe sobre el pueblo albanés antes del siglo XI, aunque un texto compilado a principios del siglo XI en idioma búlgaro contiene una posible referencia a ellos. Se conserva en un manuscrito escrito en idioma serbocroata que data del siglo XVII pero publicado en el siglo XX por Radoslav Grujic. Es un fragmento de un texto que alguna vez fue más largo y que intenta explicar los orígenes de los pueblos y las lenguas en una forma de preguntas y respuestas similar a un catecismo.
El manuscrito fragmentado diferenció el mundo en 72 idiomas y tres categorías religiosas, incluidos cristianos, semicreyentes y no creyentes. Grujic lo fechó a principios del siglo XI y, si esto y la identificación de los arbanasi como albaneses son correctos, sería el documento escrito más antiguo que se refiere a los albaneses balcánicos como pueblo o grupo lingüístico.
Se puede ver que hay varios idiomas en la tierra. De ellos, hay cinco idiomas ortodoxos: búlgaro , griego , sirio, ibérico ( georgiano ) y ruso. Tres de estos tienen alfabetos ortodoxos: griego, búlgaro e ibérico (georgiano). Hay doce lenguas de semicreyentes: alamanes, francos, magiares (húngaros), indios, jacobitas, armenios, sajones, lechs (polacos), arbanasi (albaneses), croatas, hizi y alemanes.
Michael Attaleiates (1022-1080) menciona el término Albanoi dos veces y el término Arbanitai una vez. El término Albanoi se usa primero para describir los grupos que se rebelaron en el sur de Italia y Sicilia contra los bizantinos en 1038-1040. El segundo uso del término Albanoi está relacionado con los grupos que apoyaron la revuelta de George Maniakes en 1042 y marcharon con él por los Balcanes contra la capital bizantina, Constantinopla . El término Arvanitai se usa para describir una revuelta de búlgaros (Boulgaroi) y Arbanitai en el tema de Dyrrhachiumen 1078-1079. En general, se acepta que Arbanitai se refiere al etnónimo de los albaneses medievales. Como tal, se considera que es el primer testimonio de los albaneses como grupo étnico en la historiografía bizantina. El uso del término Albanoi en 1038–49 y 1042 como etnónimo relacionado con los albaneses ha sido objeto de debate. En lo que se ha denominado el "debate Vranoussi-Ducellier", Alain Ducellier propuso que ambos usos del término se referían a los albaneses medievales. Era Vranoussi contra-sugirió que el primer uso se refería a los normandos, mientras que el segundo no tenía necesariamente una connotación étnica y podría ser una referencia a los normandos como "extranjeros" (aubain) en Epiro .que atravesaron Maniakes y su ejército. Este debate nunca ha sido resuelto. Una síntesis más reciente sobre el segundo uso del término Albanoi por parte de Pëllumb Xhufi sugiere que el término Albanoi puede haberse referido a los albaneses del distrito específico de Arbanon , mientras que Arbanitai a los albaneses en general, independientemente de la región específica en la que habitaban.

## Albaneses destacados
- Karl Topia - noble albanés del siglo XIV
- Skanderbeg - noble albanés del siglo XV famoso por su lucha contra los otomanos
- Ballaban Badera o Ballaban Pashá o Ballaban Badheri - devşirme y militar otomano
- Ishak Pashá - devşirme, militar y gran visir otomano
- Koca Davut Pashá - devşirme, militar y gran visir otomano
- Imrahor Ilyas Bey o Iljaz Bej Mirahori o Iljaz Hoxha - devşirme y militar otomano
- Hamza Kastrioti - noble y militar otomano, sobrino de Skanderbeg
- Dukakinzade Ahmet Pashá - político y gran visir otomano, perteneciente al clan Dukagjini
- Gjon Buzuku – clérigo albanés, autor del primer libro escrito y publicado en idioma albanés
- Ayas Mehmet Pashá - devşirme, militar y gran visir otomano
- Damat Çelebi Lütfi Pashá - devşirme, militar y gran visir otomano
- Murat Reis - devşirme, marino y corsario otomano
- Kara Ahmet Pashá - político y gran visir otomano
- Koca Sinan Pashá - político y gran visir otomano
- Hadım Hasan Pashá - devşirme, militar y gran visir otomano
- Serdar Ferhat Pashá - político y gran visir otomano
- Safiye Sultan - concubina favorita del sultán otomano Murad III y madre del Mehmed III
- Sedefkar Mehmed Agha - arquitecto otomano, autor de la Mezquita Azul de Estambul
- Damat Yemişçi Hasan Pashá - político y gran visir otomano
- Gümülcineli Damat Nasuh Pashá - político y gran visir otomano
- Ohrili Hüseyin Pashá - político y gran visir otomano
- Mere Hüseyin Pashá - político, militar y gran visir otomano
- Kemankesh Kara Mustafá Pashá - político y gran visir otomano
- Sultanzade Civankapıcıbaşı Mehmed Pasha - político y gran visir otomano
- Tabanıyassı Mehmet Pashá - político y gran visir otomano
- Constantino Spanchis Bellani - político y militar, nacido en Elbasan, hijo de Halil Bushati Spanchis Pashá y nieto de Ibrahim Pashá de Scutari
- Civan Kapucubaşı Sultanzade Mehmet Pashá - político y gran visir otomano
- Kara Dev Murat Pashá - devşirme, militar y gran visir otomano
- Tarhuncu Ahmet Pashá - político y gran visir otomano
- Zurnazen Mustafá Pashá - político y gran visir otomano
- Köprülü Mehmet Pashá o Mehmed Pashë Kypriljoti - devşirme y gran visir otomano, fundador de la Dinastía de los Köprülü
- Köprülü Fazıl Ahmet Pashá o Fazıl Ahmed Pashë Kypriljoti - político, militar y gran visir otomano, hijo y sucesor del anterior
- Köprülü Gazi Fazıl Mustafá Pashá o Fazil Mustafa Kypriljoti - político, militar y gran visir otomano, hermano del anterior
- Halil Bushati Spanchis Pashá - político otomano, perteneciente al clan Bushati e hijo de Ibrahim Pasha de Scutari
- Bahadırzade Arabacı Kadı Ali Pasha - político, militar y gran visir otomano
- Amcazade Köprülü Hüseyin Pashá o Hysein Pashë Kypriljoti - político, militar y gran visir otomano, sobrino de Köprülü Mehmet Pashá
- Süleyman Pashá - político otomano, perteneciente al clan Bushati
- Patrona Halil - devşirme, militar, marino y revolucionario otomano
- Köprülü Damat Numan Pasha o Numan Pashë Kypriljoti - político, militar y gran visir otomano, perteneciente a la Dinastía de los Köprülü
- Ibrahim Nezimi o Nezim Frakulla - poeta otomano
- Mehmet Pashá - político otomano, perteneciente al clan Bushati
- Hacı Halil Pashá - político otomano
- Hacı İvazzade Mehmet Pashá - político otomano
- Ibrahim Pashá de Berat - político otomano
- Alí Pashá o Alí Pashá de Tepelenë o Alí Pashá de Yánina - político otomano
- Alemdar Mustafá Pashá o Bayraktar Mustafa Pasha - político, militar y gran visir otomano
- Kara Mahmud Pashá - político otomano, perteneciente al clan Bushati e hijo de Mehmet Pashá Bushati
- Çavuşbaşı Memiş Pashá - político, militar y gran visir otomano
- Ibrahim Pashá de Scutari o Ibrahim Bushati Pasha - político otomano, perteneciente al clan Bushati e hijo de Kara Mahmud Pasha
- Kavalalı Mehmet Alí Pashá - militar otomano y virrey de Egipto y Sudán,
- Kavalalı Ibrahim Pashá - militar otomano y virrey de Egipto y Sudán, hijo y sucesor del anterior
- Mustafá Pashá Bushati - político, militar y gran visir otomano
- Omer Vrioni - militar otomano
- Mustafá Pashá Bushati - político otomano, perteneciente al clan Bushati e hijo de Kara Mahmud Pasha
- Haxhi Zeka o Haci Zeka - militar otomano y líder nacionalista albanés
- Ali Pashá Shabanagaj o Ali Pashá de Gusinje - militar otomano
- Sami Frashëri - escritor otomano y activista nacionalista albanés
- Ismail Qemali o Ismail Kemal - político otomano, líder nacionalista albanés y primer primer ministro de Albania
- Edhem Pashá - militar otomano
- Avlonyalı Mehmet Ferit Pasha - político y gran visir otomano
- Said Halim Pasha - político y gran visir otomano
- Ahmed Izzet Bajá - militar y gran visir otomano
- Aleksander Moisiu - actor
- Maliq Bushati - político otomano, perteneciente al clan Bushati
- Xhemal Shaqir Bushati - político otomano, perteneciente al clan Bushati
- Sulejman Delvina - político y primer ministro de Albania
- Ali Sami Yen (1886 – 1951) - fundador del Galatasaray Spor Kulübü, hijo de Sami Frashëri
- Gjon Mili - fotógrafo
- Ahmet Muhtar Zogolli - político y rey de Albania con el nombre de Zog I
- Madre Teresa - enfermera católica, albanesa de nacimiento y nacionalizada hindú, fundó las Misioneras de la Caridad en Calcuta
- Enver Hoxha - político, líder del Partido del Trabajo de Albania y de la República Socialista Popular de Albania
- Muhammad Nasiruddin al-Albani (1914 – 1999) - influyente académico
- Kristina Koljaca - escultora
- Damien Skoteinos (1915 - 1944) - anarquista y activista político de origen griego.
- Mit’hat Frashëri - diplomático, escritor y político. Hijo de Abdyl Frashëri y uno de los mayores artífices del Rilindja Kombëtare o Despertar nacional de Albania
- Shaban Hadëri - escultor
- Naim Krieziu - futbolista muy conocido en Italia en las décadas de 1940 y 1950
- Dritëro Agolli - escritor
- Ismail Kadare - escritor
- Zef Bushati - político, embajador de Albania ante la Santa Sede, perteneciente al clan Bushati
- Birçe Hasko - actor
- Inva Mula - soprano
- Idriz Balani - escultor
- Gjekë Marinaj - escritor y crítico literario
- Mirela Manjani - lanzadora de jabalina
- Bleona Qereti - cantante, actriz y modelo
- Lorik Cana - futbolista
- Rita Ora - cantante y modelo
- Adnan Januzaj - futbolista
- Agim Kaba - actor
- Shkodran Mustafi - futbolista
- Rexhep Qosja - político y crítico literario
- James Biberi - actor
- Dua Lipa - cantante
- Antonio Gramsci - político y filósofo
- Ava Max - cantante
- Bebe Rexha - cantante